# 御室撮影所
御室撮影所（おむろさつえいじょ）は、かつて存在した日本の映画スタジオである。1925年（大正14年）6月に牧野省三が設立したマキノ・プロダクションの生産拠点として開所、以来、同社の解散後も、大衆文芸映画社、正映マキノキネマ、宝塚キネマ興行、エトナ映画社、極東映画がそれぞれの撮影所として使用した。マキノ・プロダクション解散後の時期によって、正映マキノ撮影所（しょうえいマキノさつえいじょ）、宝塚キネマ撮影所（たからづかキネマさつえいじょ）、エトナ映画京都撮影所（エトナえいがきょうとさつえいじょ）と正式名称を変更している。略称は御室（おむろ）、あるいはその所在地から天授ヶ丘（てんじゅがおか）。

## 略歴
- 1925年6月 - 牧野省三がマキノ・プロダクション設立、御室撮影所開所（当初ステージ・俳優部屋・衣裳部屋・事務棟の簡易スタジオ）
- 1927年5月 - 同社の拡大にともない名古屋市内に中部撮影所（所長マキノ正博）開所[2]
- 1928年3月 - 河合広始・田中十三が同社を退社、双ヶ丘撮影所を設立[3]、同年4月、片岡千恵蔵、嵐長三郎（のちの嵐寛壽郎）らスターの退社相次ぐ
- 1929年7月25日 - 牧野省三死去
  - 同年9月 - 小笹正人を所長、マキノ正博を撮影部長（現在の製作部長）に新体制発表
- 1931年4月 - 同プロダクション、製作停止
  - 同年5月 - 新マキノ映画設立、製作再開できず
  - 同年10月 - 新マキノ映画解散（広義のマキノ・プロダクション解散）、高村正次が直木三十五らの協力を受け大衆文芸映画社設立
- 1932年2月 - 高村正次・立花良介がマキノ本家と提携して正映マキノキネマ設立、牧野知世子を所長に正映マキノ撮影所とするも原因不明の出火でステージ全焼
  - 同年4月 - バラックでステージを再建して3作を製作したのち、正映マキノキネマ解散
  - 同年7月 - 大衆文芸映画社活動停止
  - 同年11月 - 高村正次・南喜三郎が宝塚キネマ興行設立、宝塚キネマ撮影所となる
- 1934年2月 - 宝塚キネマ興行解散
  - 同年7月 - 田中伊助がエトナ映画社設立、第1作を片岡千恵蔵プロダクションの嵯峨野撮影所のトーキー用ステージをレンタルして製作[4]
  - 同年9月 - 室戸台風襲来、御室撮影所は倒壊する[4]
  - 同年12月 - エトナ映画社が御室撮影所を買収、トーキーシステムを導入し、エトナ映画京都撮影所（所長田中聖峰[4]）となる
- 1935年2月 - 鉄筋ステージ新築（300坪）、同年4月、ダークステージ新築にそれぞれ着手[4]
  - 同年3月 - 極東映画（同年2月設立）が仮撮影所として借用、同年4月29日に甲陽撮影所に転出
  - 同年5月 - エトナ映画社解散、御室撮影所閉鎖[4]

## データ
- 所在地 : 京都府葛野郡花園村天授ヶ丘

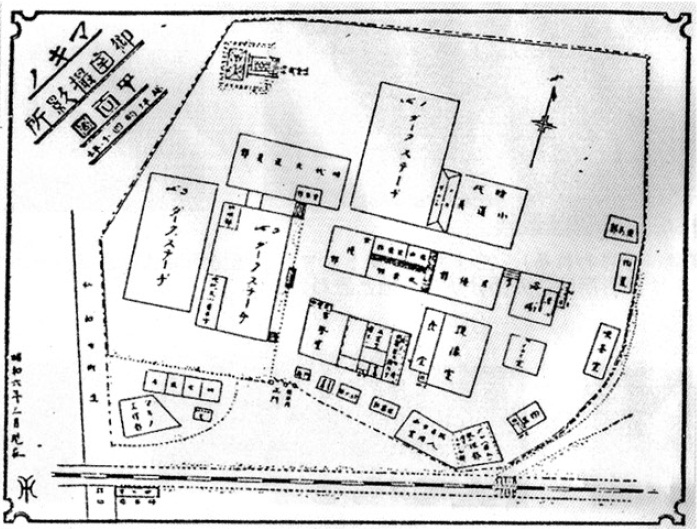
『マキノ御室撮影所平面図』（1931年2月）。この1年後にステージは全焼している。図の下辺を京都電燈の線路（現在の京福電気鉄道北野線）が走り、左下に妙心寺駅がある。左の広い道は現在の京都府道101号銀閣寺宇多野線である。

  - 現在の同府京都市右京区花園天授ケ岡町 （現状は住宅街）

北緯35度1分40.79秒 東経135度43分6.82秒 / 北緯35.0279972度 東経135.7185611度
- 敷地 : 
  - 約4,000坪 （約13,223.1平方メートル、1925年・1931年）[1][5]
  - 約3,500坪 （約11,570.2平方メートル、1934年）[4]
- 施設 : 
  - 簡易ステージ、俳優部屋、衣裳部屋、事務棟（1925年[1]）
  - ステージ、俳優部屋、衣裳部屋、事務棟、現像場、ダークステージ3棟（1931年[1][5]）⇒1932年全焼[1]
  - 簡易ステージ、鉄筋ステージ、ダークステージ（1935年[4]）
- 従業員数 : 48名（1935年[4]）

## 名称の変遷
| 年号        | 名称                 | 経営会社               | 備考                         |
| ----------- | -------------------- | ---------------------- | ---------------------------- |
| オープン前  | -                    | -                      | 畑の広がる小高い丘           |
| 1925年6月   | 御室撮影所           | マキノ・プロダクション | 開所、1931年10月解散         |
| 1931年10月  | 御室撮影所           | 大衆文芸映画社         | 1932年7月活動停止            |
| 1932年2月   | 正映マキノ撮影所     | 正映マキノキネマ       | 同年4月解散                  |
| 1932年11月  | 宝塚キネマ撮影所     | 宝塚キネマ興行         | 1934年2月解散                |
| 1934年12月  | エトナ映画京都撮影所 | エトナ映画社           | 1935年3月極東映画が間借      |
| 1935年5月末 |                      |                        | エトナ映画社解散・撮影所閉鎖 |

## 概要

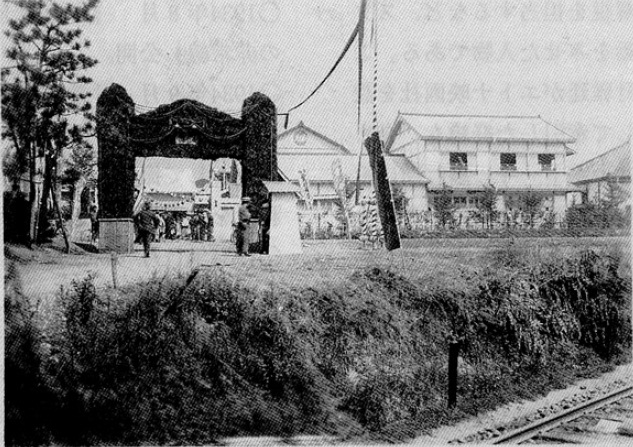
マキノ・プロダクションの時代、1928年（昭和3年）の写真。右手前に現在の京福電気鉄道北野線が写っている。

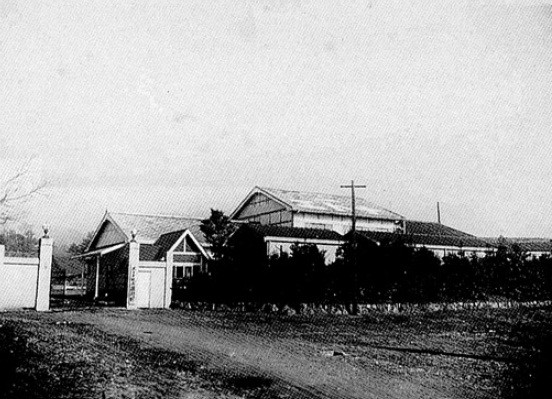
エトナ映画京都撮影所の時代、1935年（昭和10年）初頭の写真。

### マキノ・プロダクション
1925年（大正14年）3月、東亜キネマの等持院撮影所が火事になりグラスステージ1棟が全焼し、同年4月には直木三十三（のちの直木三十五）・立花寛一（のちの根岸寛一）による聯合映画芸術家協会に協力したことで、かねてから険悪であった東亜キネマとの仲が決定的となり、同撮影所の所長・牧野省三は、同年5月、同社を退社して新たにマキノ・プロダクションを設立、花園村天授ヶ丘に御室撮影所の建設を開始する。もともと牧野自身が創業した等持院撮影所は、東亜キネマ京都撮影所となり、東亜の親会社・八千代生命保険の小笹正人が所長に就任した。
同年6月、近隣の小学校の改築で生じた廃材を利用して急造したステージで撮影を開始する。設立第1作は岡本綺堂原作の『白虎隊』（監督勝見正義）、寿々喜多呂九平オリジナル脚本による『或る日の仇討』（監督井上金太郎）であり、同2作は、同年8月28日、浅草公園六区の大東京を皮切りに全国公開された。開設当時は、ステージ・俳優部屋・衣裳部屋・事務棟の簡易スタジオであった。

その後、マキノ・プロダクションの全盛期を経て、経営難に陥り、1931年（昭和6年）4月には、製作を停止する。同年4月24日に新宿劇場を皮切りに全国公開された『京小唄柳さくら』（監督金森萬象）が、同社の同撮影所での最後の作品となった。同年5月、新会社・新マキノ映画を設立するが、製作再開のないまま、同年10月には解散した。

### 正映マキノ・宝塚キネマ
マキノ・プロダクションの新社としての新マキノ映画が解散した1931年（昭和6年）10月、牧野省三の長女・牧野冨榮の夫である高村正次が、直木三十五らの協力を受けて大衆文芸映画社を設立する。新興キネマと配給提携をとりつけ、直木の原作による『日の丸若衆』（監督後藤岱山）を製作、同年12月24日に公開されている。

1932年（昭和7年）2月、大衆文芸映画社を経営する高村正次、および新興キネマ常務取締役であった立花良介が、マキノ本家と提携して正映マキノキネマを設立、故牧野省三の妻・牧野知世子を所長に据え、御室撮影所を正映マキノ撮影所と改称して、マキノ・プロダクションの製作停止以来、約1年ほどのブランクを経て再稼働する。同月、同撮影所は、原因不明の出火でステージを全焼する。バラックのステージを急造し、『二番手赤穂浪士』（監督マキノ正博）等の3作を製作したが、配給網が確立できず、資金繰り困難に陥り、同年4月には解散した。同作の配給権は日活に売却し、その売り上げを従業員への解散手当とした。同作は、同年4月8日に公開されている。

半年のブランクを経た同年11月、高村正次は落日の東亜キネマを買収、同社の製作会社であった東活映画社の社長を辞任した南喜三郎とともに、宝塚キネマ興行を設立、御室撮影所を宝塚キネマ撮影所と改称して、映画製作を開始する。設立第1作は、東活映画から移籍した堀江大生を監督に『敵討愛慾行』を製作、同年12月15日、独自の興行網で公開した。1933年（昭和8年）7月、経営不振のために給料遅配が始まり、同年9月までで製作ラインが停止する。『片仮名仁義』（監督高村正次）、『大利根の朝霧』（監督後藤岱山）が、翌1934年（昭和9年）1月14日に公開されたのが、同社の最後の作品となり、同年2月には解散した。
同年夏、同撮影所は室戸台風によって倒壊した。

### エトナ映画社
エトナ映画社は、当初、島津製作所の新しいトーキーシステムを使用する映画会社として、田中伊助が1934年（昭和9年）7月に設立、『神崎東下り』（監督後藤岱山）を片岡千恵蔵プロダクションの嵯峨野撮影所を使用して製作、同年8月1日に公開したところから始まり、同年12月に高津小道具店（現在の高津商会）の高津梅次郎が所有していた御室撮影所約3,500坪（約11,570.2平方メートル）を買収、同年12月21日付で登記を移転し、エトナ映画社の撮影所となった。御室撮影所は、エトナ映画京都撮影所と改名し、翌1935年（昭和10年）1月から本格的に稼働を開始した。所長には、田中伊助の実弟、田中聖峰が就任した。即座に使用可能なのは事務棟のみであったため、同年2月、鉄筋ステージ新築、同年4月、ダークステージ新築にそれぞれ着手したが、同年5月、同社は20万円（当時）の欠損を抱えて、解散した。

### 極東映画
1935年（昭和10年）2月に設立された極東映画は、当初撮影所を持たず、エトナ映画京都撮影所をレンタル使用し、第1作『益満休之助 比叡の巻』（監督仁科熊彦）を製作、同作は、同年3月20日に公開された。同社は、同作の続篇『益満休之助 江戸の巻』『益満休之助 完結篇』（いずれも監督下村健二）を製作し、同年4月29日、兵庫県西宮市甲陽園にある甲陽撮影所に製作拠点を移し、エトナ映画京都撮影所（極東映画御室撮影所）からは撤退した。
同年5月末、エトナ映画社の解散に従い、御室撮影所は永久に閉鎖された。